# Xenomys nelsoni
Xenomys nelsoni é uma espécie de roedor da família Cricetidae. É a única espécie do género Xenomys.
Apenas pode ser encontrada no México.